# Cyborg (filme)
Cyborg (br: Cyborg - O dragão do futuro, pt: Cyborg) é um filme estadunidense de 1989, do gênero ação e ficção científica, dirigido por Albert Pyun. Mais uma distribuição América Vídeo com a empresa do grupo Paris Filmes com apoio da Varig.

## Sinopse
Após uma guerra atômica e em processo de deterioração devido à anarquia social, os poucos sobreviventes nos Estados Unidos do século XXI são ameaçados por uma praga mortal. Apenas Pearl Prophet, uma bela criatura meio humana, meio robô possui conhecimentos para desenvolver a vacina contra essa misteriosa praga. Mas durante sua busca desesperada para obter dados e conseguir curar o mundo, Pearl é capturada por canibais, os Flesh Pirates, que planejam manter o antídoto apenas para eles... e dominar a Terra!  Para defendê-la, surge um guerreiro, Gibson Rickenbacker (Van Damme) que no passado teve sua mulher assassinada e sua filha capturada pelos Flesh Pirates. Com sede de vingança, Gibson segue em busca de justiça para tentar resgatá-la nesta mistura carregada de adrenalina, suspense e ficção científica.

## Elenco
- Jean-Claude Van Damme.......Gibson Rickenbacker
- Deborah Richter.......Nady Simmons
- Vincent Klyn.......Fender Tremolo
- Alex Daniels.......Marshall Strat
- Dayle Haddon.......Pearl Prophet
- Blaise Loong.......Furman Vux
- Ralf Moeller.......Brick Bardo
- Haley Peterson.......Haley
- Terrie Batson.......Mary
- Jackson 'Rock' Pinckney.......Tytus

## No Brasil
O filme "Cyborg - O dragão do futuro" é a realização de programa deste vídeo lançado no Brasil em 1989 em distribuição América Vídeo com a Paris Filmes com apoio de patrocínio da Varig. Atualmente em DVD, mantém parceria da Warner Home Vídeo com o SBT e a Universal Studios mais um lançamento da MGM e na televisão brasileira a Rede Globo exibido com o filme Cyborg - O dragão do futuro com a Tela Quente, Supercine e Domingo Maior.[carece de fontes?]